# BA-64
BA-64 a fost un autoblindat ușor, cu tracțiune integrală, proiectat și utilizat de Uniunea Sovietică în timpul celui de-al Doilea Război Mondial pentru misiuni de cercetare și legătură. Vehiculul blindat avea la bază autovehiculul de campanie GAZ-64.

## Istorie
BA-64 a fost proiectată la sfârșitul anului 1941 și începutul anului 1942 de către o echipă condusă de inginerul rus Vitali Grachev. Autoblindatul avea la bază autovehiculul de campanie GAZ-64. Cutia blindată avea forma unui coșciug, fiind inspirată de autoblindatul german SdKfz 222. Plăcile blindate erau sudate și aveau o grosime de 15 mm în partea din față, 6 mm în lateral și 4 mm în partea din spate. Armamentul principal consta într-o mitralieră DT de calibrul 7,62 mm. Inițial, aceasta era pivontantă, suprastructura fiind de tip cazemată. Ulterior a fost folosită o turelă fără plafon. În caz de vreme rea, turela era protejată de o prelată. Armamentul putea fi folosit și împotriva țintelor aeriene. Unele echipaje au înlocuit mitraliera DT cu pușca antitanc PTRD de calibrul 14,5 mm sau cu tunuri automate germane de calibrul 20 mm (capturate). Echipajul era format din doi militari: șoferul și mitraliorul. Șoferul stătea în camera de conducere, amplasată în partea din față a vehiculului. Accesul se făcea prin intermediul a două uși care se deschideau spre înapoi. Șoferul observa terenul prin intermediul unui oblon. În lateral, existau două ambrazuri pentru tragerea cu pistoletul TT-33. Mitraliorul stătea pe un scaun reglabil în camera de luptă. Cutia blindată era prevăzută cu ambrazuri în lateral și în partea din spate. BA-64 a fost construit în 9110 (3901 BA-64 și 5209 BA-64B) de exemplare la fabrica GAZ. Autoblindatul a fost folosit pe scară largă de Uniunea Sovietică în timpul celui de-al Doilea Război Mondial. În cadrul Armatei Roșii, vehiculul blindat era denumit și „Bobik”, un diminutiv al abrevierii BA.

### Variante
- BA-64 - primul model, fabricat în număr redus.
- BA-64D - transportor blindat pentru trupe, prototip.
- BASh-64 - vehicul punct de comandă.
- BA-64DShK - model dotat cu mitraliera DȘK de calibrul 12,7 mm. Fabricat în număr redus în anul 1944.
- BA-64B - modelul de bază, cu turelă fără plafon, bazat pe GAZ-67B, o variantă îmbunătățită a vehiculului GAZ-64.
- BA-64SKh - model experimental cu tracțiune mixtă (schiuri în față și șenile în spate).
- BA-64ZhD - variantă experimentală adaptată pentru a rule pe șine de tren. 2 prototipuri au fost fabricate.

## Utilizatori
BA-64 a fost utilizat de Uniunea Sovietică, China, Cehoslovacia, Republica Democrată Germană, Coreea de Nord, Mongolia, Polonia, România și Iugoslavia. România a primit 25 de autoblindate BA-64B din Uniunea Sovietică în cursul anului 1951, însă acestea au fost retrase din dotare în anul 1958.